# Parasterinopsis caesalpiniae
Parasterinopsis caesalpiniae är en svampart som beskrevs av Bat. & H. Maia 1963. Parasterinopsis caesalpiniae ingår i släktet Parasterinopsis och familjen Asterinaceae.   Inga underarter finns listade i Catalogue of Life.